# Liste noire (film, 1995)
Pour les articles homonymes, voir Liste noire (homonymie).
Pour plus de détails, voir Fiche technique et Distribution.
Liste noire est un film québécois réalisé par Jean-Marc Vallée sorti en 1995 et mettant en vedette Michel Côté et Geneviève Brouillette.
Ce film est le premier long-métrage de Jean-Marc Vallée.

## Synopsis
La prostituée Gabrielle remet au nouveau juge Jacques Savard (Michel Côté) une liste de noms de magistrats qui ont retenu ses services. Malgré les pressions de ses collègues incriminés et le meurtre de l'avocat de Gabrielle, Savard hésite à la rendre publique.

## Fiche technique
Source : IMDb et Films du Québec
- Titre original : Liste noire
- Titre en France : Black List
- Réalisation : Jean-Marc Vallée
- Scénario : Sylvain Guy
- Musique : Serge Arcuri et Luc Aubry
- Direction artistique : Sylvain Gingras
- Décors : Daniel Breton
- Costumes : Francine Desrosiers
- Maquillage : Denise Langelier
- Coiffure : Marie-France Cardinal
- Photographie : Pierre Gill
- Son : Daniel Masse, Louis Dupire, Michel Descombes, Luc Boudrias
- Montage : Jean-Marc Vallée
- Production : Marcel Giroux
- Société de production : GPA Films
- Sociétés de distribution : Astral Films, TVA Films
- Budget : 1 million $ CA
- Pays de production :  Canada
- Langue originale : français
- Format : couleur
- Genre : suspense
- Durée : 86 minutes
- Dates de sortie :
  - Canada : 29 août 1995 (première au Festival des films du monde de Montréal)
  - Canada : 5 septembre 1995 (sortie en salle au Québec)
  - France : 29 avril 1998 (première française)
  - France : 6 mai 1998 (sortie en salle)
  - Canada : 29 novembre 2005 (DVD)
- Classification :
  - Québec : 13 ans et plus (Érotisme)[2]

## Distribution
- Michel Côté : Jacques Savard
- Geneviève Brouillette : Gabrielle Angers
- Sylvie Bourque : Francine Savard
- Raymond Cloutier : inspecteur Claude Laberge
- André Champagne : inspecteur Michel Gauthier
- Louis-Georges Girard : Roger Gendron, journaliste
- Aubert Pallascio : Harvey Dansereau
- Jean-Louis Roux : juge en chef Armand Gagné
- Robert Gravel : juge Émile Tardif
- Paul Dion : juge Gérard Castonguay
- Serge Houde : ministre de la Justice Paul Rhéaume
- Denis Mercier : Jean-Pierre Lahaie, avocat de Gabrielle
- Marie-Renée Patry : Carole Gosselin
- Lucie Laurier : Valérie Savard, fille de Jacques
- Étienne de Passillé : Simon Légaré, copain de Valérie
- Yves Allaire : l'avocat
- Claudia Besso : la secrétaire du ministre Rhéaume
- Gaston Caron : le concierge
- Marie-Josée D'Amours : une journaliste
- Cassandre Fournier : gardienne de prison
- Jacques Galipeau : juge au procés de Gabrielle
- Marie-Josée Gauthier : une journaliste
- Jacques Girard : un journaliste
- Éric Hoziel : agresseur principal
- Marie-Claude Langlois : procureure de la Couronne
- Pierre LeBlanc : procureur au procés de Gabrielle
- Yves Lever : prêtre
- Bernadette Li : greffière
- Ghislain Massicotte : garde de sécurité
- Wildemir Normil : médécin légiste
- Pierre Pageau : Pete, policier
- Janique Pierre-Antoine : serveuse au bar
- David Rigby : agresseur
- Jacques Langlois : le voyeur
- Richard Robitaille : enquêteur adjoint
- Yvette Thuot : épouse du juge en chef Gagné

## Autour du film
Liste noire est le premier long-métrage réalisé par Jean-Marc Vallée, qui avait auparavant tourné des clips musicaux et des courts-métrages comme la comédie satirique Stéréotypes ou Les Fleurs magiques, un drame à saveur biographique.  Liste noire est aussi le premier long-métrage écrit par Sylvain Guy, déjà scénariste de Stéréotypes.
Le film est un drame policier, genre peu pratiqué dans le cinéma québécois de l'époque.  Il est présenté dans la compétition du Festival des films du monde de Montréal en août 1995 et suscite une réaction critique contrastée.  Dans La Presse, Luc Perreault parle d'un film « pas trop mal troussé, compte tenu des moyens (un budget d'un million) mais qui ne pèche toutefois pas par excès de subtilité ». Odile Tremblay, du Devoir, donne un avis négatif et juge que « le récit est tissé de ficelles énormes ». Le même point de vue est relayé par Normand Provencher dans Le Soleil, qui mentionne tout de même que « son réalisateur fait preuve d'un talent qui ne cherche qu'à éclore ».
Au Québec, le film obtient un réel succès au box-office, devenant le film québécois le plus populaire de l'année 1995, devant Eldorado de Charles Binamé et Le Confessionnal de Robert Lepage.
Liste noire récolte neuf nominations aux prix Génies de 1995, dont celles du meilleur film, du scénario, de l'acteur de soutien (Aubert Pallascio) et de la mise-en-scène. Il est cependant écarté du palmarès au profit des films Le Confessionnal et Margaret's Museum de Mort Ransen.
Après Liste noire, Vallée  réalise deux films à petit budget aux États-Unis : Los Locos (1997) et Loser Love (1999).  De son côté, le scénariste Sylvain Guy réalisera lui-même un remake en anglais de Liste noire en 1999.  Ce sera son premier long-métrage en tant que réalisateur.